# Cesare Laurenti (pittore)
Cesare Laurenti (Mesola, 6 novembre 1854 – Venezia, 8 novembre 1936) è stato un pittore, scultore e architetto italiano.

## Biografia
Formatosi a Ferrara e a Padova, frequentò l'Accademia di Belle Arti a Firenze e nel 1878 si trasferì a Napoli dove fu allievo di Domenico Morelli. Tornò poi a Padova e poco dopo si stabilì a Venezia, dove operò seguendo la moda dell'epoca, influenzata da Giacomo Favretto. Passò poi ai soggetti mitologici e letterari. Nel 1885 illustrò con 14 acqueforti il volume di Poesie "Rime nate qua" di Gino Cittadella Vigodarzere, Venezia, Ferd. Ongania Editore.
Dopo essersi aggiudicato il prestigioso premio Principe Umberto alla Prima Esposizione Triennale del 1891 della Regia Accademia di Belle Arti di Brera con la tela Le Parche, il suo stile si fece più metaforico, fino a divenire decisamente simbolista. Fu questo il periodo di alcune delle opere più rappresentative, come Fioritura Nova (conservata a Ca' Pesaro). In quel periodo iniziò a seguire il gusto liberty, come dimostra il grande fregio eseguito dalla ditta ceramica Gregorj di Treviso e intitolato Le statue d'oro (1.20  x 50 metri di lunghezza). L'opera fu presentata alla Biennale di Venezia del 1903 e ora è collocata presso il Castello Estense di Mesola e soprattutto la decorazione del ristorante Storione di Padova, oggi demolito. Ancora alla Biennale di Venezia, nel 1907 gli venne allestita una sala personale.
Sempre nel 1907 fu chiamato a fare parte della Commissione d'Appello sulla questione della ricostruzione del campanile di San Marco a Venezia, crollato nel 1902 e poi riedificato nel 1912.
Laurenti cominciò a recuperare la tradizione classica veneziana, culminando con la Pescheria di Rialto, in collaborazione con l'architetto Domenico Rupolo. Non fu invece realizzato un Monumento a Dante Alighieri, che doveva essere innalzato sul Monte Mario, a Roma: il progetto, presentato già nel 1911, lo occupò sino alla morte. Alcuni disegni relativi a questo progetto sono custoditi a Ferrara presso il Museo d'arte moderna e contemporanea Filippo de Pisis, assieme al dipinto Eterno enigma, esposto alla Biennale di Venezia del 1932.

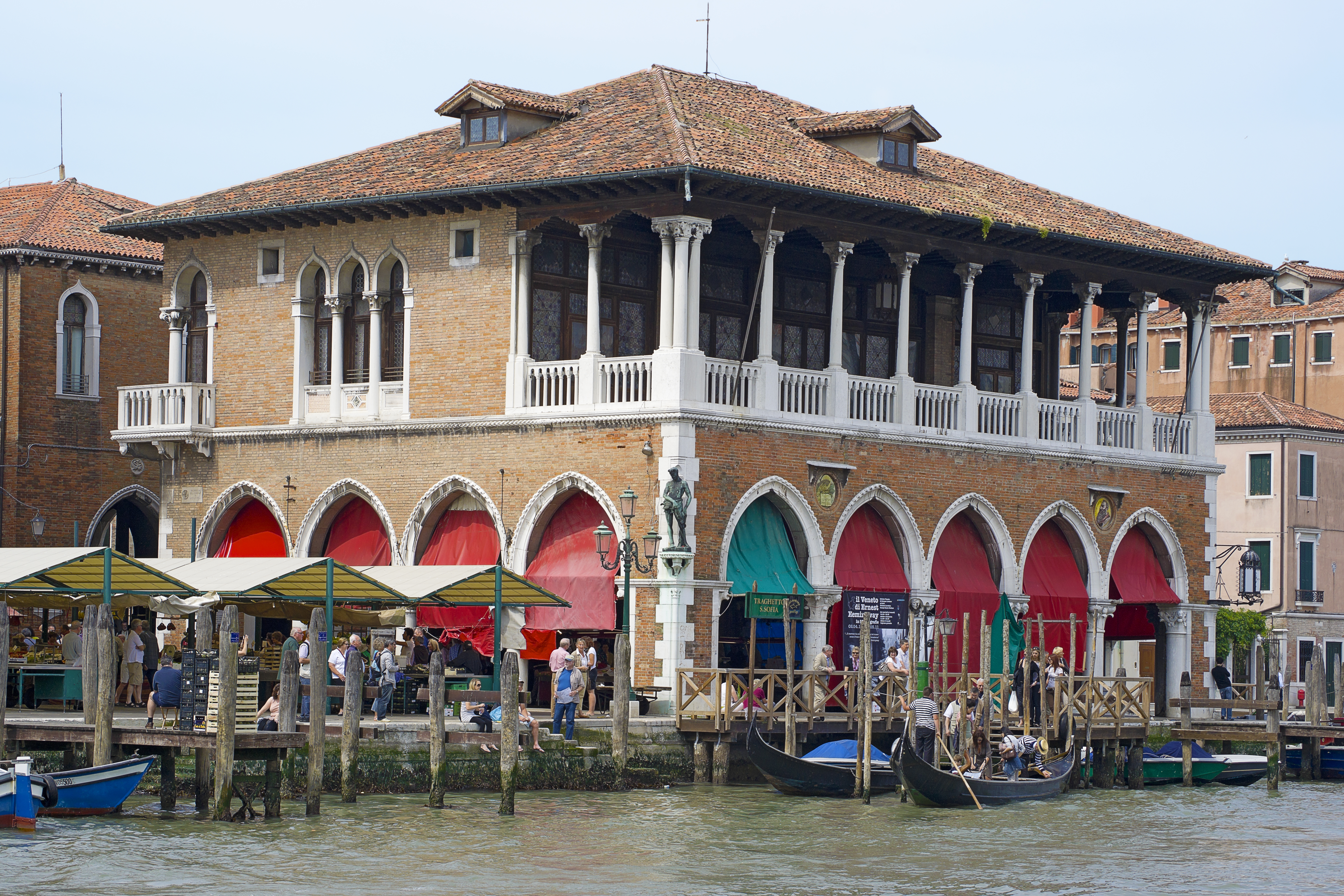
Pescheria (neogotico, 1908) Venezia
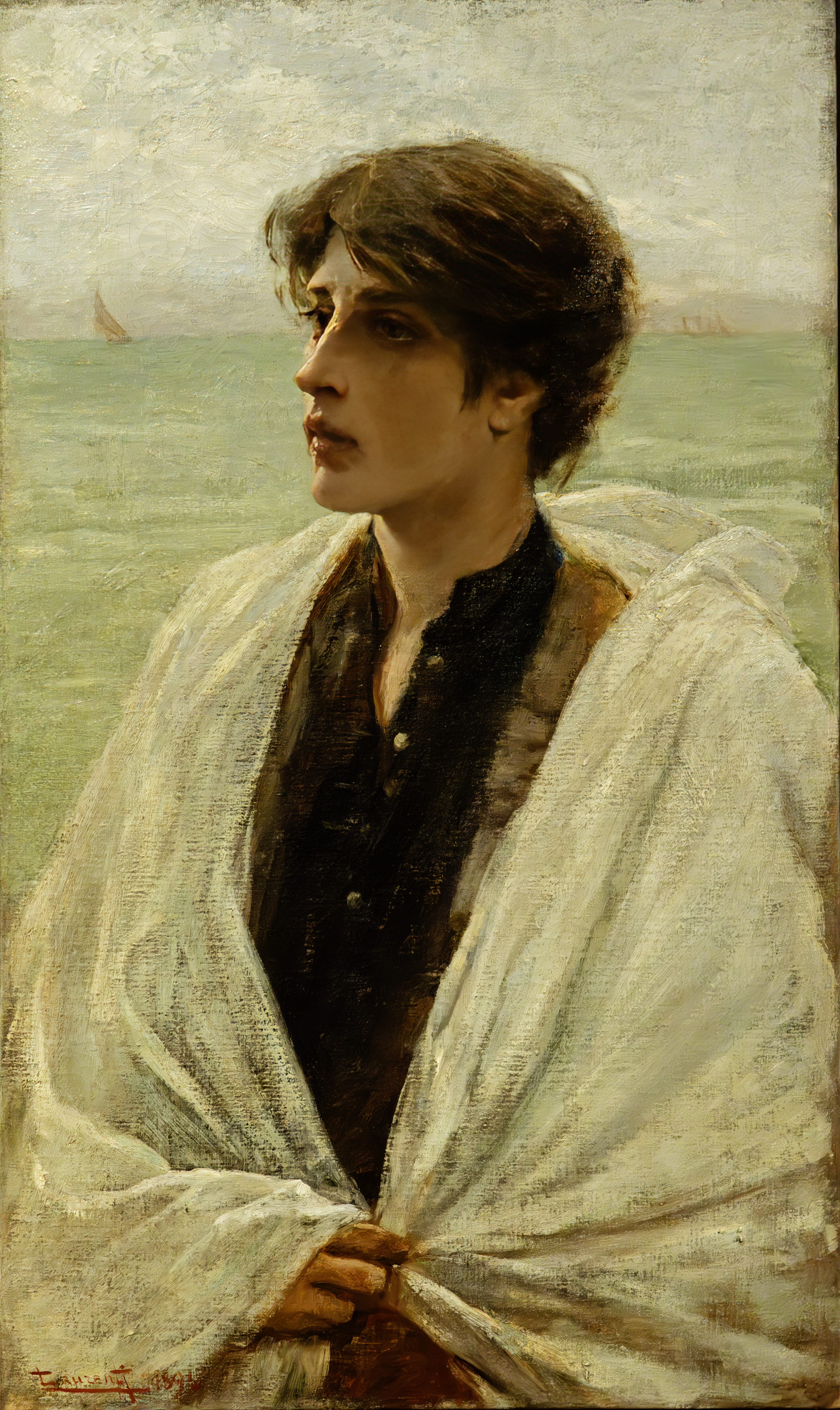
La chioggiotta, 1894
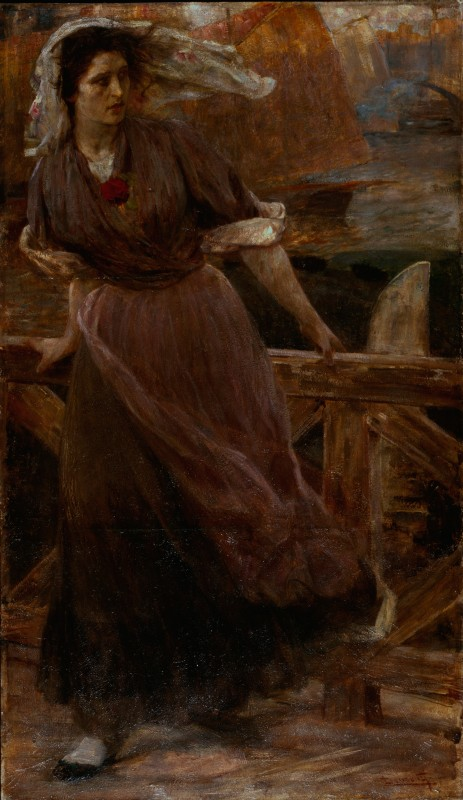
La meraviglia in attesa, 1891-1897 (Fondazione Cariplo)